# Шийли (кратер)
Шийли (каз. шилі — место, заросшее песчаным кустарником, чием) — метеоритный кратер диаметром 5,5 км в Актюбинской области Казахстана.
Он находится ок. 320 км к северу от Аральского моря. Предполагается, что падение метеорита произошло 46 ± 7 млн лет назад (Эоцен).